# Incidente ferroviario del Bivio Santa Lucia di Verona
L'incidente ferroviario del Bivio Santa Lucia di Verona fu uno scontro di due treni viaggiatori avvenuto il 26 maggio 1953 nel punto di confluenza dei tracciati di Mantova e di Bologna denominato Bivio Santa Lucia, a circa 3 km dalla stazione di Verona Porta Nuova.

## Dinamica dei fatti
Alle ore 18:38 del 26 maggio 1953, il treno accelerato 2267, partito dalla stazione di Verona Porta Nuova per Mantova con qualche minuto di ritardo, giunto al bivio di Santa Lucia investì di fianco il treno accelerato 2120, proveniente da Bologna e diretto a Verona. In seguito alla collisione contro la prima carrozza del treno di Bologna la locomotiva a vapore del convoglio investitore si rovesciò; la prima carrozza del 2120 si spezzò in due, mentre altri due vagoni subirono gravi danni. Dai rottami delle carrozze sfasciate furono estratti quattro cadaveri e trenta feriti.

## I treni coinvolti
Il treno accelerato n. 2267 delle ore 18:32 da Verona Porta Nuova per Mantova, composto di una locomotiva a vapore e di 8 carrozze viaggiatori di 2ª e 3ª classe.
Il treno accelerato n. 2120, di 2ª e 3ª classe, proveniente da Bologna e in arrivo a Verona P.N. alle 18:39, composto di locomotiva elettrica e di 6 carrozze viaggiatori.

## L'inchiesta
Le indagini accertarono il corretto funzionamento degli impianti di sicurezza e dei relativi segnali posti a protezione del bivio di Santa Lucia. La causa del sinistro venne individuata nel mancato rispetto del segnale di via impedita da parte del convoglio diretto a Mantova. I due guidatori della locomotiva del 2267, il macchinista Gino Marcato di anni 54 e l'aiuto-macchinista Angelo Braggio di 43 anni, entrambi da Verona, si presentarono all'autorità inquirente il giorno successivo al disastro. Il Braggio dichiarò di aver visto il segnale rosso e di aver avvertito il compagno. Il macchinista Marcato affermò che i freni della locomotiva non avevano risposto al suo comando e che il segnale era stato visto troppo tardi a causa di lavori lungo linea. 
A conclusione di una lunga inchiesta il giudice istruttore, Raffaele Dassisti, rinviò a giudizio il macchinista Marcato con l'imputazione di responsabile di disastro e omicidio colposo plurimo prosciogliendo l'aiuto-macchinista Braggio da ogni imputazione.

## Le vittime
L'urto violento provocava la morte di 4 persone e il ferimento di 30, di cui 5 in maniera grave.
Riconosciute, le quattro vittime risultarono essere: Aldo Tancredi di 38 anni e Giuseppe Mantovanelli di 54 anni, entrambi da Verona; Renzo Ciani di 23 anni da Firenze; Anna Rossi Martini di 64 anni da Bolzano.